# Leonard Patrick Komon
Leonard Patrick Komon (Mount Elgon (district), 10 januari 1988) is een Keniaanse langeafstandsloper, die is gespecialiseerd in het veldlopen en de 10.000 m. Op deze afstand heeft hij de zesde tijd van zijn land gerealiseerd. Bovendien was hij sinds 2010 op de weg in het bezit van twee wereldrecords, op de 10 en de 15 km. Dit laatste record is hem in 2018 door de Oegandees Joshua Cheptegei afhandig gemaakt.

## Loopbaan
Op de wereldkampioenschappen veldlopen 2006 werd Leonard Komon tweede op de 8 km voor junioren in 23.54 op slechts één seconde achterstand van zijn landgenoot Mangata Kimai Ndiwa. Op 24 mei 2008 liep hij in Hengelo tijdens de FBK Games in een sterk bezette wedstrijd een persoonlijk record op de 10.000 m van 26.57,08. Hij finishte hiermee achter de Ethiopiër Sileshi Sihine (goud; 26.50;53), diens landgenoot Haile Gebrselassie (zilver; 26.51,20) en de Keniaan Eliud Kipchoge (brons; 26.54,32).
Op 26 september 2010, tijdens de Singelloop in Utrecht, een wedstrijd over 10 km, liep Komon in een tijd van 26.44 een wereldrecord op de weg. Nog geen twee maanden later deed hij dit opnieuw, op de 15 km ditmaal, en weer op Nederlands grondgebied. Op 21 november 2010 legde Leonard Komon de 15 km van de Zevenheuvelenloop in Nijmegen af in een tijd van 41.13, zestien tellen sneller dan zijn landgenoot Felix Limo in 2001 op hetzelfde parcours realiseerde.

## Persoonlijke records
Baan
| Onderdeel   | Prestatie | Datum            | Plaats  |
| ----------- | --------- | ---------------- | ------- |
| 3000 m      | 7.33,27   | 6 september 2009 | Rieti   |
| 2 Eng. mijl | 8.22,56   | 26 mei 2007      | Hengelo |
| 5000 m      | 12.58,24  | 10 juli 2009     | Rome    |
| 10.000 m    | 26.55,29  | 3 juni 2011      | Eugene  |

Weg
| Onderdeel      | Prestatie         | Datum             | Plaats    |
| -------------- | ----------------- | ----------------- | --------- |
| 10 km          | 26.44 (ex-WR; NR) | 26 september 2010 | Utrecht   |
| 15 km          | 41.13 (ex-WR; NR) | 21 november 2010  | Nijmegen  |
| halve marathon | 59.14             | 30 maart 2014     | Berlijn   |
| marathon       | 2:14.25           | 12 oktober 2014   | Eindhoven |

## Prestaties

### 3000 m
- 2006: 4e Memorial Primo Nebiolo in Turijn - 7.44,68
- 2006:  Trofeo Citta di Lugano - 7.45,75
- 2007:  National Meeting in Sotteville-lès-Rouen - 7.47,18
- 2007: 5e Memorial Nebiolo in Turijn - 7.45,97
- 2007:  Vardinoyiannia in Rethymno - 7.40,76
- 2008: 5e Qatar Athletic Super Grand Prix in Doha - 7.34,06
- 2009: 11e Wereldatletiekfinale - 8.12,51

### 5000 m
- 2006:  Athletics Kenya Weekend Meeting in Nakuru - 13.46,6
- 2006:  Meeting de Rabat - 13.37,34
- 2006: 4e Memorial Van Damme - 13.04,12
- 2006:  Colorful Daegu Athletics Meeting - 13.40,37
- 2007:  Trofeo Citta di Lugano - 13.20,93
- 2007: 5e Golden Gala - 13.04,79
- 2007:  Colorful Daegu Athletics Meeting - 13.36,45
- 2008:  Znamenskiy Memorial in Zhukovskiy - 13.17,48
- 2009:  Golden Gala - 12.58,24
- 2009: 10e Wereldatletiekfinale - 13.41,93
- 2010:  Nacht van de Atletiek - 13.17,32

### 10.000 m
- 2008: 4e FBK Games - 26.57,08
- 2009: 6e Keniaanse kamp. - 28.02,24
- 2012: 5e Memorial Van Damme - 27.01,58
- 2013: 6e Keniaanse WK Trials - 27.53,85

### 10 km
- 2009:  Singelloop Utrecht - 27.10,0
- 2010:  Singelloop Utrecht - 26.43,7 (WR)
- 2010:  Grand Berlin - 27.12
- 2011: 4e World's Best in San Juan - 28.04,9
- 2011:  Würzburger Residenzlauf - 27.33
- 2011:  Healthy Kidney in New York - 27.35
- 2011:  Grand Berlin - 27.15
- 2012:  Grand Berlin - 27.46
- 2013:  Healthy Kidney in New York - 27.57,5
- 2013:   Grand Berlin - 27.48
- 2013:  San Silvestre Vallecana in Madrid - 28.02
- 2014:  Allstate Sugar Bowl Crescent City Classic in New Orleans - 27.44,0
- 2014:  Healthy Kidney in New York - 28.17
- 2015: 4e Great Ireland Run - 28.28
- 2015:  Brussel - 32.23
- 2015: 5e Great Manchester Run - 28.19
- 2017:  Singelloop Utrecht - 28.14

### 15 km
- 2010:  Zevenheuvelenloop - 41.13 (WR)
- 2012:  Zevenheuvelenloop - 42.18
- 2013:  Zevenheuvelenloop - 42.15
- 2014: 8e Zevenheuvelenloop - 43.25
- 2015: 5e Montferland Run - 45.29
- 2017: 25e Zevenheuvelenloop - 47.23

### 10 Eng. mijl
- 2011:  Dam tot Damloop - 44.27
- 2011:  Great South Run - 46.18
- 2012:  Dam tot Damloop - 44.48
- 2013: 5e Dam tot Damloop - 46.32

### halve marathon
- 2014:  halve marathon van Berlijn - 59.14
- 2015:  halve marathon van Praag - 59.57
- 2016: 10e halve marathon van Ras al-Khaimah - 1:02.12
- 2016: 5e halve marathon van Lissabon - 1:01.30
- 2016: 4e halve marathon van Istanboel - 1:00.48
- 2016: 18e halve marathon van Kopenhagen - 1:02.50

### marathon
- 2014: 6e marathon van Eindhoven - 2:14.25
- 2019: 18e marathon van Rotterdam - 2:16.41

### veldlopen
- 2006:  WK junioren in Fukuoka - 23.54
- 2007: 4e  WK junioren in Mombasa - 24.25
- 2008:  WK in Edinburgh - 34.41
- 2009: 4e  WK in Amman - 35.05
- 2010: 4e  WK in Bydgoszcz - 33.10
- 2017: 12e WK - 29.16